# Baker Lake, Nunavut (sjö)
Baker Lake är en sjö i Kanada.   Den ligger i territoriet Nunavut, i den centrala delen av landet, 2 400 km nordväst om huvudstaden Ottawa. Baker Lake ligger 2 meter över havet. Arean är 1 887 kvadratkilometer. Samhället Baker Lake ligger på sjöns nordvästra sida.
Trakten runt Baker Lake är nära nog obefolkad, med mindre än två invånare per kvadratkilometer.